# 악의 급진성
악의 급진성(Radical Evil 또는 Radicality of Evil)는 독일 철학자 이마누엘 칸트가 사용한 표현으로 그는 인간이 본성적으로 악이 되고자 하는 경향이 있다고 믿었다.  그는 급진적인 악이 인간을 전적으로 부패하게 만든다고 보았다.  결국에는 인류 보편적 도덕법과 정반대로 행동하게 만든다는 것이다. 이러한 행동은 자기애와 자기 기만으로 드러나게 된다고 보았다. 하지만 이 용어는 그의 도덕 이론의 발전 과정에서 역설적이다라는 비판을 받아 왔다.

## 같이 보기
- 인간혐오
- 성악설

1. ↑  Caswell, Matthew (2006). “Kant's Conception of the Highest Good, the Gesinnung, and the Theory of Radical Evil”. 《Kant Studien》 97 (2): 184–209. doi:10.1515/KANT.2006.011. ISSN 1613-1134. S2CID 170893356.
2. ↑  《Kant's Religion within the boundaries of mere reason: a critical guide》. Michalson, Gordon E., 1948-. New York. 2014년 4월 17일. ISBN 978-1-107-01852-5. OCLC 875674753.
3. ↑  DOI: https://doi.org/10.1017/S1369415412000283
4. ↑  Fackenheim, Emil L. (1954). “Kant and Radical Evil”. 《University of Toronto Quarterly》 (영어) 23 (4): 339–353. ISSN 1712-5278.